# A Desperate Chance
A Desperate Chance è un cortometraggio muto del 1913 di cui non si conosce il nome del regista.

## Trama
Joe e Tom, amici di lunga data, sono due ferrovieri. La loro amicizia si incrina quando a Crawley giunge la nuova telegrafista, la bella Ruth. La promozione di Tom ingelosisce ancora di più Joe, che, invece, ha subito dei rimproveri. Per vendicarsi, manomette il treno dove viaggia Tom, saltandone poi giù. Ben presto, il treno prende sempre più velocità, né si riesce a fermarlo. Tom, avendo notato alcune anomalie nel macchinario, lancia una lanterna con dentro un biglietto in cui chiede aiuto quando passano davanti alla stazione ferroviaria. Ruth, conosciuto il testo del biglietto, si precipita al comando degli scambi, rompe il vetro e riesce a deviare il treno impazzito. Tom si rende conto che i freni sono stati manomessi e Joe, con il suo comportamento sospetto, finisce per incriminarsi da solo.

## Produzione
Il film fu prodotto dalla Kalem Company.

## Distribuzione
Distribuito dalla General Film Company, il film - un cortometraggio in una bobina - uscì nelle sale cinematografiche USA il 18 gennaio 1913.